# Wolf Dieter Blümel
Wolf Dieter Blümel (* 12. Mai 1943 in Langenbielau, Provinz Niederschlesien) ist ein deutscher Geograph. 

## Leben
Wolf Dieter Blümel studierte Geographie, Geologie, Volkswirtschaft sowie Vor- und Frühgeschichte an den Universitäten Münster und Würzburg, wurde 1972 in Karlsruhe mit einer Arbeit über die wirtschafts- und bevölkerungsgeographische Situation der Insel Madeira und das Problem ihrer Tragfähigkeit promoviert und habilitierte sich 1980 mit einer
bodenkundlich-geomorphologischen Arbeit über Südwestafrika und Südostspanien. Nachdem er 1981 einen Ruf auf eine Professur für Geomorphologie und Geoökologie
an der Universität Karlsruhe angenommen hatte und 1986 für kurze Zeit an die Universität Köln ging, wirkt er seit 1987 als ordentlicher Professor für Physische Geographie und als Direktor des Instituts für Geographie an der Universität Stuttgart.
Er gilt als Experte in der Trockengebiets- und Polarforschung, der Geomorphologie und Landschaftsgeschichte sowie der Paläoklimatologie und (Paläo-)Umweltforschung. 
Von 1989 bis 1992 koordinierte und leitete Blümel die Geowissenschaftliche Spitzbergen-Expedition (SPE 90-92).
Wolf Dieter Blümel wurde am 24. März 2003 unter der Matrikel-Nr. 6855 in der Sektion Geowissenschaften als Mitglied in die Deutsche Akademie der Naturforscher Leopoldina aufgenommen und im Jahr 2010 zum korrespondierenden Mitglied der Bayerischen Akademie der Wissenschaften gewählt.
Im Jahr 2010 wurde er emeritiert.